# Богородица Владимирска
Владимирслка Богородица је света икона Руске православне цркве. У Русији је изузетно поштована као чудотворна.
Према предању Цркве, јеванђелист Лука је насликао на столу на коме су Исус, мати Марија и Јосиф јели. Према предању пренета је у Цариград из Јерусалима у V веку, у време цара Теодосија.
У Русију је дошла из Византије у раном XII веку (око 1131), као поклон Јурију Долгорукову од цариградског патријарха Луке Хризоверха. У почетку, Владимирска икона је чувана у женском манастру Пресвете Богородице, близу Кијева. 1155. године Принц Андреј Богољубски је преселио икону у Владимир (по коме добија садашњи назив).
Године 1395. је пренета у Москву, а од септембра 1999. године налази се у храму-музеју Светитеља Николаја "в Толмачах", при Третјаковској галерији.

## Богородица Бездинска (Винчанска)
Калуђер кијевског Печерског манастира Пајсије (Грк) донео је 1727. године у манастир Винчу код Београда, копију Владимирске иконе (звану Умиљеније). Икону су копирали иконописци поменутог руског православног манастира. Та икона (копија) која се и данас сматра код православних Срба чудотворном, јер исцељује болести прозвана је Богородица Винчанска, а од када је пренета у банатски манастир Бездин 1739. године, назива се у народу Богородица Бездинска. Патријарх српски Арсеније IV Јовановић Шакабента се полакомио на икону, бездинску светињу и преваром је уз помоћ бездинских јеромонаха Исаије и ђакона Петра, ноћу 24. марта 1743. године, противправно присвојио. Након судског спора, Богородичина икона је из Патријаршијског двора у Карловцима враћена власнику манастиру, али тек 1748. године, након смрти патријархове. Након Првог светског рата, Богородица Бездинска је пренета у Кикинду, а затим 1932. године нови банатски епископ др Георгије Летић је пренео у Вршац, где се и сада чува у Владичанском двору.
Копије иконе са чудотворни моћима израдило је више иконописаца. Најпознатији су Стефан Тенецки и Димитрије Поповић, орловатски свештеник Петар Арсенијевић (у Идвору) и други. Постоје и две бакрорезне плоче са гравуром лика Богородице Бездинске из 1762. (рад Јохана Кристофа Винклера) и 1770. године.
Чудотворна Богородица Бездинска се настојањем владике банатског Хризостома Столића празнује по православном календару 2. јула, заједно са Полагањем ризе Пресвете Богородице. Написана је пригодна црквена служба Акатист, чудотворној икони Богородице Бездинске. Величамо те, Пресвета Богородице, изабрана Богомладице, и поштујемо Часну Икону твоју, којом точиш исцељења онима који ти с вером прилазе.